# Mossasjön (Öxabäcks socken, Västergötland)
Mossasjön är en sjö i Marks kommun i Västergötland och ingår i Viskans huvudavrinningsområde.